# Cyperus glomeratus
Cyperus glomeratus es una especie de planta del género Cyperus. Es originaria de Europa.

## Descripción
Herbácea, planta anual o perennifolia, cespitosa. Tallos hasta de 100 cm de altura, fasciculados, rectos, trígonos, ± rígidos. Hojas 30-80 × 0,3-0,9 cm, generalmente de menor longitud que el tallo, la mayoría basales, que dejan desnudo el tallo en su mitad superior, planas o a veces un poco carenadas, lisas, a veces antrorso-escábridas hacia el ápice en los márgenes y el nervio medio, eliguladas. Inflorescencia terminal, muy variable, desde una espiga de espiguillas sésil, hasta una antela compuesta, con numerosos radios de longitud variable, los exteriores hasta de 8 cm, rematados por una espiga de espiguillas de 10-21,7 × 9,6-14 mm, generalmente bracteolada, muy densa, apretada, de elipsoidal a subglobosa; brácteas 3-5, las inferiores de longitud mucho mayor que la inflorescencia, planas, antrorso-escábridas en los márgenes, la inferior de 20-45 × 0,3-0,9 cm; espiguillas 5-6,5 × 1,1-1,7 mm, patentes, lanceoladas, agudas, comprimidas, con 14-21 flores; raquidio recto, con una ala membranácea hialina. Glumas 1,6-1,9 × 0,4-0,5 mm, dísticas, laxamente imbricadas, linear-lanceoladas, subagudas, con un pequeño mucrón subapical, de color pardo rojizo o pálido, con márgenes hialinos y una banda central verdosa con 5-7 nervios. Estambres 3, exertos en la antesis. Estilo largo, con 3 estigmas exertos. Aquenios 1,07- 1,3 × 0,29-0,4 mm, de longitud igual o ligeramente menor (c. 4/5) que la gluma, linear-oblongos, trígonos, de color pardo obscuro o gris negruzco en la madurez.

## Distribución y hábitat
Se encuentra en los bordes de ríos y zonas húmedas; a una altitud de 100 metros. Espontánea en el C y E de Europa, menos frecuente hacia el Sur. En la península ibérica en las orillas del río Segre.

## Taxonomía
Cyperus glomeratus fue descrita por Carlos Linneo   y publicado en Centuria II. Plantarum... 2: 5. 1756.
Etimología
Ver: Cyperus
glomeratus: epíteto latino que significa "agrupado".
Sinonimia
- Chlorocyperus glomeratus (L.) Palla
- Chlorocyperus glomeratus f. stenostachys (Borbás) Soó
- Cyperus aureus Georgi
- Cyperus australis Schrad.
- Cyperus cinnamomeus Retz.
- Cyperus granulatus Bosc ex Kunth
- Cyperus multumbelliferus Roem. & Schult.
- Cyperus semiradiciflorus Boeckeler
- Cyperus sparsiflorus Baldwin
- Pycreus glomeratus (L.) Hayek[4][5]